# Aglomerado de Ptolomeu
O Aglomerado de Ptolomeu (Messier 7, NGC 6475) é um aglomerado aberto de estrelas na constelação de Escorpião. O primeiro observador a registrar a existência do aglomerado foi Ptolomeu ainda no século II. O astrônomo francês Charles Messier catalogou o aglomerado como Messier 7 em 1764.
Tem magnitude aparente 3,3, sendo possível observá-lo a olho nu sob boas condições de visualização. Suas estrelas mais brilhantes podem ser visualizadas com o auxílio de binóculos ou pequenos telescópios. Situa-se  800 anos-luz da Terra e sua idade foi estimada em 220 milhões de anos. Na esfera celeste, situa-se logo a norte da ponta da "cauda" da constelação de Escorpião.

## Descoberta e visualização
Este aglomerado aberto já havia sido descrito por Ptolomeu no ano 130 EC, descrevendo-o como a "nebulosa que segue o ferrão do Escorpião". Esta descrição pode incluir o aglomerado da Borboleta (Messier 6), segundo o historiador da astronomia Robert Burnham, Jr..
O aglomerado foi observado por Giovanni Battista Hodierna antes de 1654. O astrônomo italiano pôde contar 30 estrelas pertencentes ao objeto. Edmond Halley listou-como a 29ª entrada de seu Catálogo de Estrelas Austrais, em 1678, e Nicolas Louis de Lacaille listou-o em seu catálogo como a entrada Lac II.14. O astrônomo francês Charles Messier incluiu-o como a sétima entrada de seu catálogo em 23 de maio de 1764.

## Características
Consiste-se 80 estrelas de magnitude aparente inferior (mais brilhante) a 10 e tem um diâmetro aparente de aproximadamente 1,3°. Considerando a sua distância em relação à Terra em 800 anos-luz, sua extensão real é de 18 a 20 anos-luz embora haja estudos que elevam sua distância em relação à Terra para cerca de 1 000 anos-luz, o que traria sua extensão real para 25 anos-luz.
Segundo a classificação de aglomerados abertos de Robert Julius Trumpler, o aglomerado pertence à classe I,3,m ou I,3,r, onde a classe I refere-se aos aglomerados mais densos e a classe IV aos menos densos; a classe 1 aos aglomerados com pouca diferença de brilho entre seus componentes e a classe 3 aos que tem grande diferença de brilho; e a classe p aos aglomerados pobres em estrelas, m para aglomerados com a quantidade de estrelas dentro da média e r para os ricos em estrelas.
Aproxima-se radialmente da Terra a uma velocidade de 14 km/s e sua estrela mais brilhante é uma supergigante amarela de classe espectral G8 e magnitude aparente 5,6. Suas estrelas mais azuis e quentes pertencem à classe espectral B6, de magnitude aparente 5,9. A magnitude aparente do aglomerado como um todo é 3,3 e sua idade foi estimada em 220 milhões de anos, segundo o Sky Catalogue 2000.0 e Georges Meynet. Segundo Åke Wallenquist, o aglomerado, apesar de ser aberto, exibe um núcleo ligeiramente mais denso.